# Węgierska Formuła 2000 Sezon 1996
Węgierska Formuła 2000 Sezon 1996 – piąty sezon Węgierskiej Formuły 2000.

## Kalendarz wyścigów
| Runda | Data        | Tor         | Pole position | Najszybsze okrążenie | Zwycięzca (kierowcy) | Zwycięzca (zespoły) |
| ----- | ----------- | ----------- | ------------- | -------------------- | -------------------- | ------------------- |
| 1     | 5 maja      | Hungaroring | ?             | ?                    | Csaba Kun            | Mecsek Szinkron     |
| 2     | 1 czerwca   | Hungaroring | ?             | ?                    | Csaba Kun            | Mecsek Szinkron     |
| 3     | 2 czerwca   | Hungaroring | ?             | ?                    | Csaba Kun            | Mecsek Szinkron     |
| 4     | 29 czerwca  | Pecz        | ?             | ?                    | Krisztián Antal      | Denim Racing Team   |
| 5     | 30 czerwca  | Pecz        | ?             | ?                    | Mátyás Szigetvári    | Gáspár Racing Team  |
| 6     | 20 lipca    | Parád       | ?             | ?                    | László Kálmándy Pap  | VOLÁN Autós         |
| 7     | 21 lipca    | Parád       | ?             | ?                    | László Kálmándy Pap  | VOLÁN Autós         |
| 8     | 15 września | Hungaroring | ?             | ?                    | András Bakos         | Quaestormási MSE    |

## Klasyfikacja kierowców
| Legenda oznaczeń w tabelach wyników Wyświetl szablon na nowej stronie | Legenda oznaczeń w tabelach wyników Wyświetl szablon na nowej stronie                                                                     |
| Oznaczenie                                                            | Wyjaśnienie |
| --------------------------------------------------------------------- | --- |
| Złoty                                                                 | Zwycięzca lub mistrzostwo |
| Srebrny                                                               | 2. miejsce lub wicemistrzostwo |
| Brązowy                                                               | 3. miejsce lub II wicemistrzostwo |
| Zielony                                                               | Ukończył, punktował (w klasyfikacji generalnej, gdy zdobył co najmniej jeden punkt na przestrzeni sezonu, poza trzema powyższymi opcjami) |
| Niebieski                                                             | Ukończył, nie punktował (w klasyfikacji generalnej, gdy nie zdobył co najmniej jednego punktu na przestrzeni sezonu)                      |
| Czerwony                                                              | Nie zakwalifikował się (NZ) |
| Czerwony                                                              | Nie prekwalifikował się (NPK) |
| Różowy                                                                | Nie ukończył (NU) |
| Różowy                                                                | Niesklasyfikowany (NS) (w klasyfikacji generalnej, gdy nie został sklasyfikowany w żadnym wyścigu sezonu)                                 |
| Czarny                                                                | Zdyskwalifikowany (DK) |
| Czarny                                                                | Wykluczony (WYK/EX) |
| Biały                                                                 | Nie wystartował (NW) |
| Biały                                                                 | Kontuzjowany (K/INJ) |
| Biały                                                                 | Wyścig odwołany (OD/C) |
| Bez koloru                                                            | Został wycofany (WYC/WD) |
| Bez koloru                                                            | Nie przybył (NP/DNA) |
| Bez koloru                                                            | Nie brał udziału w treningach (NT/DNP) |
| Bez koloru                                                            | Nie został zgłoszony (–) |
| Pogrubienie                                                           | Start z pole position |
| Kursywa                                                               | Najszybsze okrążenie wyścigu |
| †                                                                     | Nie ukończył, ale jego rezultat został zaliczony ze względu na przejechanie więcej niż 90% dystansu wyścigu.                              |
| *                                                                     | Sezon w trakcie |
| 1/2/3                                                                 | Punktowana pozycja w sprincie kwalifikacyjnym                                                                                             |
| Lista systemów punktacji Formuły 1                                    | |

| Poz.         | Kierowca            | Zespół             | HUN          | HUN          | HUN          | PCS          | PCS          | PAR          | PAR          | HUN          | Punkty       |
| Formuła 2000 | Formuła 2000        | Formuła 2000       | Formuła 2000 | Formuła 2000 | Formuła 2000 | Formuła 2000 | Formuła 2000 | Formuła 2000 | Formuła 2000 | Formuła 2000 | Formuła 2000 |
| ------------ | ------------------- | ------------------ | ------------ | ------------ | ------------ | ------------ | ------------ | ------------ | ------------ | ------------ | ------------ |
| 1            | Csaba Kun           | Mecsek Szinkron    | 1            | 1            | 1            | 3            | 2            | 3            | NU           | 4            | 43           |
| 2            | Mátyás Szigetvári   | Gáspár Racing Team | 2            | 4            | 3            | 2            | 1            | 4            | 2            | 3            | 38           |
| 3            | Krisztián Antal     | Denim Racing Team  | 3            | 3            | 2            | 1            | NU           | 2            | NU           | 2            | 35           |
| 4            | László Kálmándy Pap | VOLÁN Autós        | -            | -            | -            | NU           | -            | 1            | 1            | -            | 18           |
| 5            | Béla Strausz        | Best Racing Team   | 5            | 5            | 4            | 4            | 4            | 5            | 3            | -            | 17           |
| 6            | András Bakos        | Quaestormási MSE   | -            | 2            | NU           | -            | -            | -            | -            | 1            | 15           |
| 7            | Ferenc Rátkai       | Cinkota Formula    | 4            | 6            | NU           | -            | -            | -            | 3            | -            | 6            |
| 8            | Zoltán Kis          | VOLÁN Autós        | NU           | NU           | NU           | -            | 3            | 6            | NU           | NU           | 5            |
| Formuła 1600 |                     |                    |              |              |              |              |              |              |              |              |              |
| 1            | István Simon        | VOLÁN Autós        | 1            | 1            | -            | NU           | -            | 1            | 1            | 1            | 8            |
| 2            | György Volentér     | VOLÁN Autós        | 2            | 2            | NU           | 1            | 1            | 2            | 2            | 2            | 7            |